# Fenómenos (programa de televisión)
No confundir con la serie de televisión.
Fenómenos fue un programa de entretenimiento de La Sexta televisión, producido por El Terrat, que comenzó sus emisiones el 18 de abril de 2007 para cubrir el late-night de los miércoles.

## Equipo
Presentado por Eva González, Miss España 2003, con colaboradores humoristas como Dani Mateo, Dani Martínez, Carlos Areces y David Verdaguer. 

## Formato
Se trataba de un espacio en que en tono satírico se abordaban cuestiones relacionadas con el terror, lo paranormal y lo esotérico.

## Audiencias
| Temporada | Temporada | Episodios | Estreno             | Final               | Audiencia    | Audiencia | Audiencia |
| Temporada | Temporada | Episodios | Estreno             | Final               | Espectadores | Cuota     |           |
| --------- | --------- | --------- | ------------------- | ------------------- | ------------ | --------- | --------- |
|           | 1         | 11        | 18 de abril de 2007 | 11 de julio de 2007 | 159 000      | 2,9%      |           |

### Primera temporada (2007)
| N.º (serie) | Fecha de emisión    | Audiencia      |
| ----------- | ------------------- | -------------- |
| 1           | 18 de abril de 2007 | 178 000 (3,1%) |
| 2           | 25 de abril de 2007 | 125 000 (2,3%) |
| 3           | 2 de mayo de 2007   | 175 000 (2,7%) |
| 4           | 9 de mayo de 2007   | 213 000 (3,7%) |
| 5           | 16 de mayo de 2007  | 178 000 (2,8%) |
| 6           | 23 de mayo de 2007  | 207 000 (3,5%) |
| 7           | 6 de junio de 2007  | 147 000 (2,6%) |
| 8           | 20 de junio de 2007 | 123 000 (2,3%) |
| 9           | 27 de junio de 2007 | 171 000 (3,0%) |
| 10          | 4 de julio de 2007  | 226 000 (3,7%) |
| 11          | 11 de julio de 2007 | 180 000 (2,7%) |